# La prueba (concurso de televisión)
La prueba es un reality gastronómico de Colombia transmitido por el Canal Caracol en 2014. Es la adaptación del reality estadounidense The Taste. Tiene como objetivo encontrar al mejor cocinero del país teniendo en cuenta sus platos que serán evaluados por los jurados a ciegas. Dentro del programa se entregaran importantes premios. Es presentado por Guillermo Vives.
Este reality ha sido transmitido en países como Inglaterra, Bélgica, China, Holanda, Alemania y Estados Unidos, siendo ésta la primera versión latinoamericana. El Ganador se lleva 300.000.000 de pesos.

## Jurados[2]
- Catalina Velez
- Leonor Espinosa
- Juan Manuel Barrientos

## Juego
Consiste de hacer tipos de pruebas cada día, para ganar en primer lugar la inmunidad; los 2 equipos últimos, vuelven compiten en una prueba individual para salvarse, los jurados eligen entre ellos los mejores y los peores, para debatir cuales son los premiados y el eliminado del programa.

## Primera edición (2014)

### Episodios
| Temporada | Temporada | Episodios | Colombia                | Colombia                | Colombia     |
| Temporada | Temporada | Episodios | Comienzo                | Final                   | Ganador      |
| --------- | --------- | --------- | ----------------------- | ----------------------- | ------------ |
|           | 1         | 21        | 26 de noviembre de 2014 | 26 de diciembre de 2014 | Julián Hoyos |